# The WELL

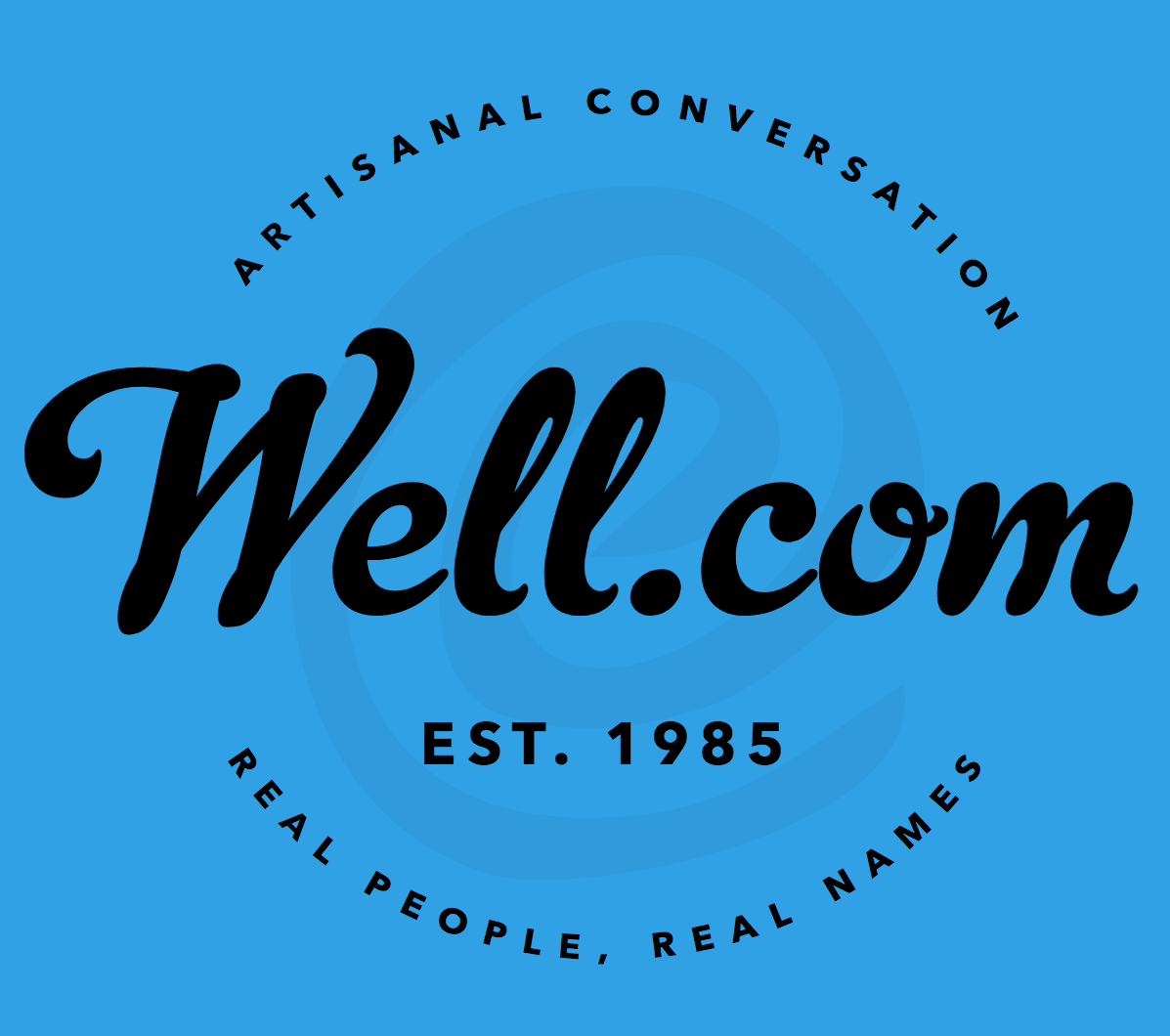
The WELL Logo

The Whole Earth ’Lectronic Link, bekannt unter der Abkürzung The WELL (der Brunnen, die Quelle), wurde 1985 ins Leben gerufen. Es ist eine der ältesten kontinuierlich betriebenen Online-Communitys. Bisweilen wurde das System als die „Urmutter der sozialen Netzwerke“ oder auch die „einflussreichste Online-Community der Welt“ bezeichnet.

## Geschichte
The WELL wurde 1985 von Stewart Brand und Larry Brilliant in Sausalito bei San Francisco gegründet. Der Name folgt der Benennung einiger früherer von Brands Projekten, einschließlich des Whole Earth Catalog. Ursprünglich war The WELL zu 50 % im Besitz von The Point Foundation, Herausgeber von Whole Earth Catalog und Whole Earth Review, und zu 50 % von NETI Technologies Inc., einem in Vancouver ansässigen Unternehmen, dessen Vorsitzender Larry Brilliant zu dieser Zeit war. Das ursprüngliche Managementteam – zunächst Matthew McClure, später zusammen mit Cliff Figallo und John Coate – arbeitete mit frühen WELL-Benutzern zusammen, um das Gefühl einer virtuellen Gemeinschaft zu fördern. McClure, Coate und Figallo waren allesamt Veteranen der Kommune The Farm aus den 1970er Jahren.
Die Unternehmung war stark defizitär und konnte nur dank finanzieller Zuwendungen der Deadheads, der Fans der kalifornischen Band Grateful Dead, vor dem Ruin gerettet werden. Die Deadheads erkannten in The WELL ein passendes Forum, um sich über ihre – überwiegend – musikalischen Vorlieben auszutauschen.
Von 1994 bis 1999 war Bruce R. Katz alleiniger Besitzer von The WELL, nachdem er NETI bereits 1991 die Hälfte des Unternehmens abgekauft hatte. Katz war Erbe von Rockport, einem Hersteller von Wanderschuhen. Katz rüstete die Infrastruktur auf und stellte Personal ein, alarmierte die Mitglieder jedoch mit Plänen, The WELL als Franchise zu betreiben.
Im April 1999 wurde The WELL von dem Internetmagazin Salon.com übernommen. Im September 2012 verkaufte Salon The WELL an ein neues Unternehmen, The WELL Group Inc., das elf Investoren gehört, die alle langjährige WELL-Mitglieder waren.

## Technologie und Struktur
Die Originalhardware für The WELL, eine VAX 11/750, kostete „eine Viertelmillion Dollar und erforderte einen Schrank voller Telefonleitungen und Modems.“ PicoSpan, die zentrale Konferenzsoftware von The WELL, ist in der Programmiersprache C geschrieben und läuft auf Unix. PicoSpan wurde von Marcus D. Watts für Network Technologies International (NETI) entwickelt. Eine Lizenz für PicoSpan im Austausch für eine halbe Beteiligung an der Firma war Teil von NETIs Anfangsinvestition in The WELL, zusammen mit dem VAX-Computer.
Das Konferenzsystem von WELL ist in Foren organisiert, die die Interessen der Mitglieder widerspiegeln, und umfasst Kunst, Gesundheit, Wirtschaft, Regionen, Hobbys, Spiritualität, Musik, Politik, Spiele, Software und vieles mehr. Diese Community-Foren, die als Konferenzen bekannt sind, werden von Konferenz-Hosts überwacht, die Gespräche leiten und Konferenzregeln in Bezug auf Höflichkeit und/oder Angemessenheit durchsetzen können. Zunächst wurden alle Hosts von WELL-Mitarbeitern ausgewählt. 1995 wurden die Richtlinien geändert, um von Benutzern erstellte Foren zu ermöglichen. Die Teilnehmer können ihre eigenen unabhängigen persönlichen Konferenzen erstellen – entweder sichtbar für jedes WELL-Mitglied oder privat sichtbar für die Mitglieder auf einer eingeschränkten Mitgliederliste – zu jedem beliebigen Thema und mit beliebigen Regeln. Öffentliche Konferenzen stehen allen Mitgliedern offen, während private Konferenzen auf eine Liste von Benutzern beschränkt sind, die von den Konferenz-Hosts kontrolliert werden. Einige private Konferenzen (wie „Women on the WELL“ und „Recovery“) sind im WELL-Verzeichnis aufgeführt, und Mitglieder können die Zulassung zu solchen Konferenzen beantragen. Innerhalb der Konferenzen können eingeloggte Mitglieder den echten Namen des Autors jedes Beitrags sehen. Die Absicht ist, eine intimere Gemeinschaft zu fördern, indem „Menschen die Verantwortung für Meinungen, Obsessionen, Einsichten, Albernheiten und gelegentliche Fauxpas übernehmen.“